# Pjotr Petrowitsch Kaschtschenko

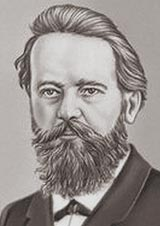
Pjotr Petrowitsch Kaschtschenko

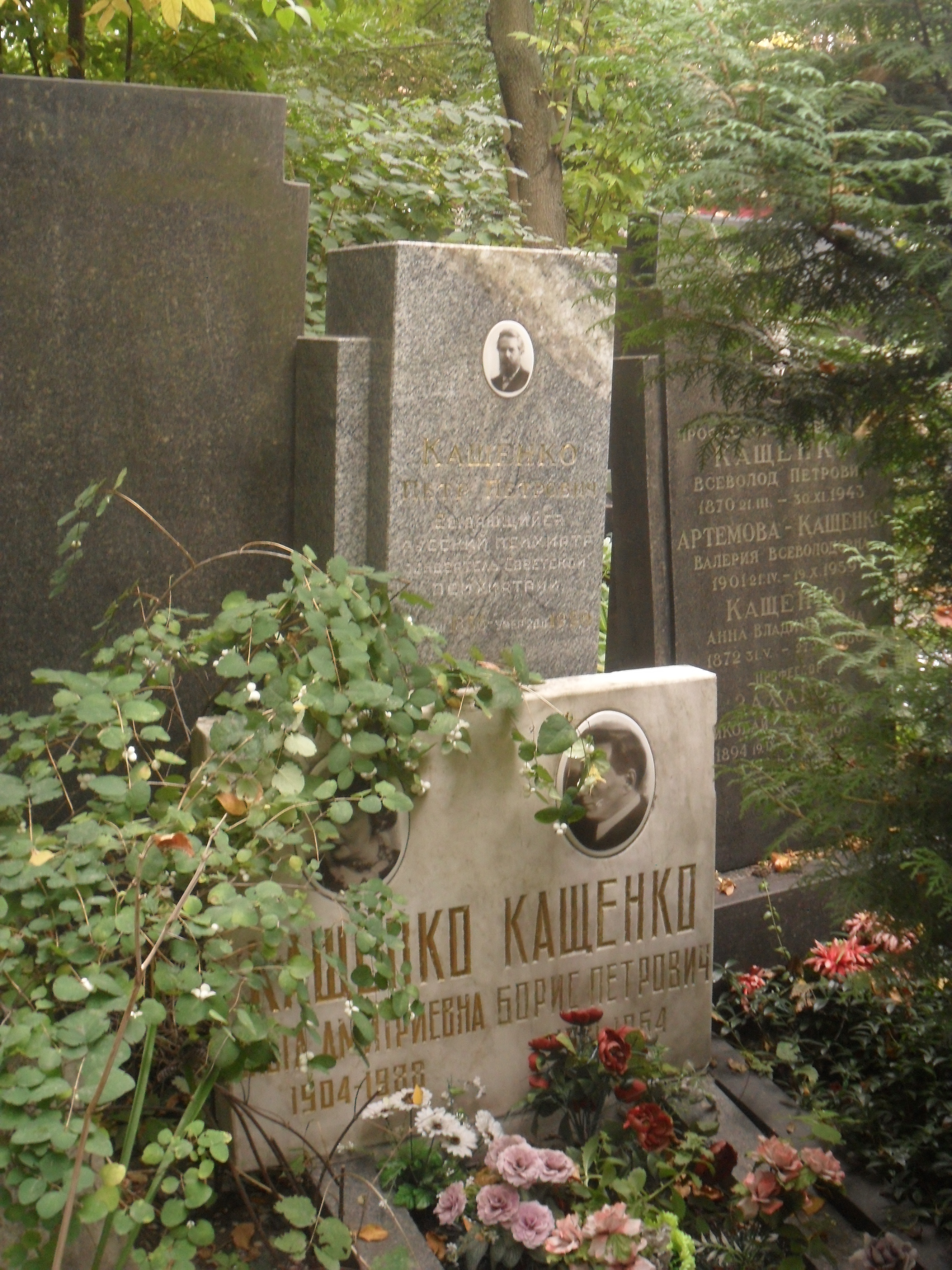
Grab von Kaschtschenko auf dem Moskauer Nowodewitschi-Friedhof (hinten, Mitte)

Pjotr Petrowitsch Kaschtschenko (russisch Пётр Петрович Кащенко; wiss. Transliteration Pëtr Petrovič Kaščenko; auch Pyotr Kashchenko; * 28. Dezember 1858jul. / 9. Januar 1859greg. in der Stadt Jeisk, Russland; gest. 19. Februar 1920 in Moskau) war ein russischer Psychiater, Aktivist und eine Person der russischen Öffentlichkeit.
In den Jahren 1875 bis 1881 studierte er an der Universität Kiew und an der Staatlichen Universität Moskau. Wegen der Teilnahme an einer revolutionären Studentenbewegung wurde er ausgeschlossen und ins Exil geschickt. 1885 schloss er sein Studium an der Medizinischen Fakultät der Kasaner Universität ab. Er war Leiter der psychiatrischen Kliniken Nischni Nowgorod Semstwo (Kolonie Ljachowo) (1889–1904), Moskau (1904–1906) und Sankt Petersburg (1907–1917). In den Jahren 1904–1906 war er Chefarzt des psychiatrischen Alexejew-Krankenhauses in Moskau. Seit Mai 1917 leitete er die neuropsychiatrische Abteilung des Rates der medizinischen Hochschulen, 1918–1920 die neuropsychologische Abteilung des Volkskommissars für Gesundheit der RSFSR.
Er ist auf dem Moskauer Nowodewitschi-Friedhof begraben.
Sein Bruder Wsewolod Kaschtschenko war auch ein bekannter Psychiater.

## Kaschtschenko-Klinik
Die ehemalige Moskauer Kaschtschenko-Klinik, die bekannteste psychiatrische Klinik der UdSSR, ist in Russland mit der Zeit zum Synonym für die Psychiatrie bzw. für „Klapse“ schlechthin geworden. Das Moskauer psychiatrische Krankenhaus Nr. 1 (in der Sagorodnje-Chaussee 2), heute wieder benannt nach Nikolai A. Alexejew (1885–1893), ist allgemein unter dem Namen „Kaschtschenko“ bekannt. Es wurde 1894 gegründet, nachdem der Moskauer Bürgermeister N. Alexejew Geld von den Geschäftsleuten für seinen Bau gesammelt hatte. Von 1922 bis 1994 war die Klinik nach Kaschtschenko benannt.